# 7mm Remington Magnum
7mm Remington Magnum є гвинтівковим набоєм, який було представлено в 1962 році, разом з новою гвинтівкою Remington Model 700 з ковзним затвором. Це представник сімейства набоїв магнум з пояском, який походить від стародавнього набою .375 H&H Magnum. Оригінальна концепція магнума з пояском походить від набоїв .300 H&amp;H Magnum та .375 H&amp;H Magnum, де поясок допомагав керувати дзеркальним зазором, оскільки пологі плечі, що забезпечували легку екстракцію, не підходили для цієї мети. Покращена екстракція гільз потрібна при полюванню на небезпечну дичину, коли потрібно вести швидкий вогонь. Набій 7 мм Remington Magnum створено на основі комерційних набоїв .264 Winchester Magnum, .338 Winchester Magnum та .458 Winchester Magnum, які в свою чергу створені на базі гільз з поясками від набоїв .300 H&H Magnum та .375 H&H Magnum. Гільзи були обрізані до такої самої довжини, що і в набою .270 Weatherby Magnum.
Після своєї появи набій 7 мм Remington Magnum захопив значну частину ринку, яку до цього займав набій .264 Winchester Magnum, який почав втрачати популярність після 1962 року. Компанія Ремінгтон пропонувала боєприпаси Managed Recoil для зменшення відбою та для меншого ушкодження м'яса при полюванні на дрібну дичину.

## Конструкція
Набій 7 мм Remington Magnum мав кращу балістику ніж набій .30-06 Springfield з кулями будь-якої доступної ваги, однією з популярних була гостроноса куля вагою 160 гран, яка досягала швидкості 910 м/с. Це пов'язано як з вищою дуловою швидкістю кулі класу магнум у порівнянні зі звичайною кулею Springfield, а також тому що кулі діаметром .284 мають кращі балістичні коефіцієнти ніж кулі діаметра .308 при однаковій масі. Крім того кулі меншого діаметра .284 мають вищу щільність перетину ніж кулі діаметра .308, а тому вони мають кращу пробивну властивість (потрібна куля вагою 206 гран діаметра .308 щоб отримати таку саму щільність перетину, як і кулі вагою 175 гран діаметром .284, при цьому зростання ваги потребує збільшення дулової енергії на 15-20 % щоб отримати таку саму дулову швидкість). Найважча доступна куля калібру 7 мм важить 195 гран, в той час як набій .30-06 Springfield можна заряджати кулями вагою до 220 гран, але для калібру .308, щоб отримати пласку траєкторію та проникнення, як у 180 граної кулі .284 калібру з дуловою швидкістю 870 м/с, як у набої 7 мм Remington Magnum, потрібна дульна енергія, близька до енергії набою .300 Winchester Magnum, тобто значно більше, ніж може створити набій .30-06

## Параметри набою
Набій 7мм Remington Magnum має об'єм гільзи 5,31 мл (82 гран) H2O.
7мм Remington Magnum параметри за C.I.P. Всі розміри в міліметрах (мм).
Американці визначають кут плеча як alpha/2 = 25 градуси. Звичайна швидкість закручування нарізів для цього набою становить 241 мм (1 in 9.49 in), 6 канавок, Ø полів = 7,04 мм, Ø канавок = 7,21 мм, ширина поля = 2,79 мм. В набої використано великий гвинтівковий капсуль типу магнум.
Згідно офіційних правил C.I.P., гільза набою 7мм Remington Magnum може витримати тиск до 430,00 МПа (62 366 psi) Pmax п'єзо тиску. В країнах де використовують правила C.I.P. кожний набій повинен витримувати 125% від максимального тиску C.I.P. щоб пройти сертифікацію. Це значить, що в 2016 році, набій 7мм Remington Magnum, який продають в країнах, які використовують правила C.I.P., було випробувано на тиск в 537,50 МПа (77 958 psi) PE п'єзо тиску.
Максимальний середній тиск за правилами SAAMI для цього набою становить 61 000 psi (420,58 МПа) п'єзо тиску.

## Використання
Завдяки свої пласкій траєкторії та відносно невеликому відбою, набій 7мм Remington Magnum є дуже популярним серед мисливців на велику дичини в Канаді та США, а також його використовують для полювання в Африці. Крім того його використовують в снайперських гвинтівках, так  контртерористична снайперська група Секретної служби США використовує цей набій, разом з набоєм .300 Winchester Magnum, під час операції в містах. Популярний збройний автор Чак Хавкс назвав набій 7мм Remington "одни з найвеличніших гвинтівкових набоїв."

## Альтернативні набої
В 2001 році було представлено найбільш близький за балістикою двійник набою 7мм Remington Magnum під назвою 7мм Winchester Short Magnum, це набій центрального запалення зі зменшеним фланцем в пляшкоподібній гільзі. Набій 7мм Winchester Short Magnum значно коротший та товстіший, має крутіше плече та коротше дульце (6.17 мм) ніж 7мм Remington Magnum. Це робить гільзу набою 7мм Remington Magnum з дульцем довжиною 6,89 мм більш зручною для заряджання довших важчих куль. З іншого боку, пропорції 7мм Winchester Short Magnum забезпечують добру внутрішню балістичну ефективність, що дозволяє використовувати в набої 7мм Winchester Short Magnum коротші легші кулі з дещо вищою дуловою швидкістю, при використанні меншого заряду пороху ніж в 7мм Remington Magnum.
В 2002 було представлено комерційно дуже рідкісний набій 7mm Remington Short Action Ultra Magnum, який являє собою набій центрального запалення в пляшкоподібній гільзі зі зменшеним фланцем. Набій дуже схожий за балістикою на 7мм Remington Magnum. Набій 7мм Remington Short Action Ultra Magnum значно коротший та товстіший з крутішим плечем та довшим дульцем (7,90 мм) ніж у 7мм Remington Magnum. Тому набій 7мм Remington Short Action Ultra Magnum краще підходить для заряджання довших важчих куль.
Ці короткі товсті набої класу магнум можуть витримати п'єзо тиск 440,00 МПа (63 817 psi) Pmax за стандартами C.I.P. або максимальний п'єзо тиск 65 000 psi (448,16 МПа) за стандартами SAAMI.

## Вибір куль та довжини стволу
Вибір куль є важливим рішенням, оскільки швидкість кулі на близькій відстані може призвести до руйнування кулі без значного проникнення в велику дичину. Тому важливо використовувати кулі преміум класу, наприклад, оболонкові. Вибір довжини ствол також є критичним, оскільки для досягнення повної швидкості кулі потрібні стволи довжиною 600 або 686 мм, мінімально допустимим є ствол довжиною 610 мм. Оскільки в коротших, наприклад, спортивних стволах довжиною приблизно 559 мм, балістика набою сильно падає і стає схожою на балістику набою .270 Winchester, при цьому відбій та дуловий спалах є більшими ніж у набою .270 Winchester.